# Curtafond
Curtafond település Franciaországban, Ain megyében. Lakosainak száma 805 fő (2022. január 1.). Curtafond Confrançon, Polliat, Saint-Didier-d’Aussiat és Saint-Martin-le-Châtel községekkel határos.

## Népesség
A település népességének változása:
| Lakosok száma | 409  | 427  | 422  | 662  | 714  | 770  | 770  | 767  | 764  | 805  |
|               | 1968 | 1982 | 1990 | 2006 | 2011 | 2016 | 2017 | 2019 | 2020 | 2022 |